# Визант (музичка група)
Визант је музички састав настао крајем 2006. године у Никшићу.

## Историјат
Честа тема и инспирација за њихове композиције је српска историја.
Успон бенда почео је са појављивањем на пољским алтернативним радио-станицама и првом званичном чланку о њиховом раду у часопису ATMOSPHERIC METAL MAGAZINE.
Добили су позив у јесен 2009. године за наступ на "GOTH FESTIVAL" у Венецуели, затим у Москви почетком 2010. године. Након чега је услиједила тридесетоминутна репортажа о Византу на ТВЦГ, потом на MBC TV и на бројним другим телевизијским и радио станицама у Црној Гори и региону.
Велики успјех постижу са албумом Благовјесник 2013. године. Године 2014. објавили су албум Небо орлова.

## Дискографија

### Албуми
Василевс Василеон Василевон Василевондон
- 1.	Дрво
- 2.	Човјек
- 3.	Рогови
- 4.	Кирие Елеисон
- 5.	Исихиа
- 6.	Линија длана
- 7.	Извори водени
- 8.	Цар силни
- 9.	Поново рођен

Сјене живих
- 1.	Слава
- 2.	Врач (Нагуал)
- 3.	Крв
- 4.	Лик
- 5.	Родина
- 6.	Пут
- 7.	Ратник
- 8.	Ангел
- 9.	Земља светих ратника

Благовјесник
- 1.	Апостат
- 2.	Сахрана
- 3.	Смрт (Чекамо вас)
- 4.	Памтим све (Кирие Еле Исон III)
- 5.	Благовјесник
- 6.	Призренски цар
- 7.	Вук
- 8.	Оцила
- 9.	Црна Гора

Небо орлова
- 1. Шаптач
- 2. Портрет
- 3. Ловћенска вила
- 4. Русија (Николај)
- 5. Константин
- 6. Небо орлова (Република Српска)
- 7. Срце Јоханово
- 8. Име (Номен ест омен)
- 9. Александар (Македонија)

Бонус пјесме
- 10. Русија - на руском
- 11. Савине звијезде (Јасеновац)

### Синглови
- Пјесма витезова
- Ми смо форси
- Гвоздени Одред Душан Силни
- Копље